# 蘭多河
53°41′25″N 14°03′56″E / 53.690392°N 14.06544°E

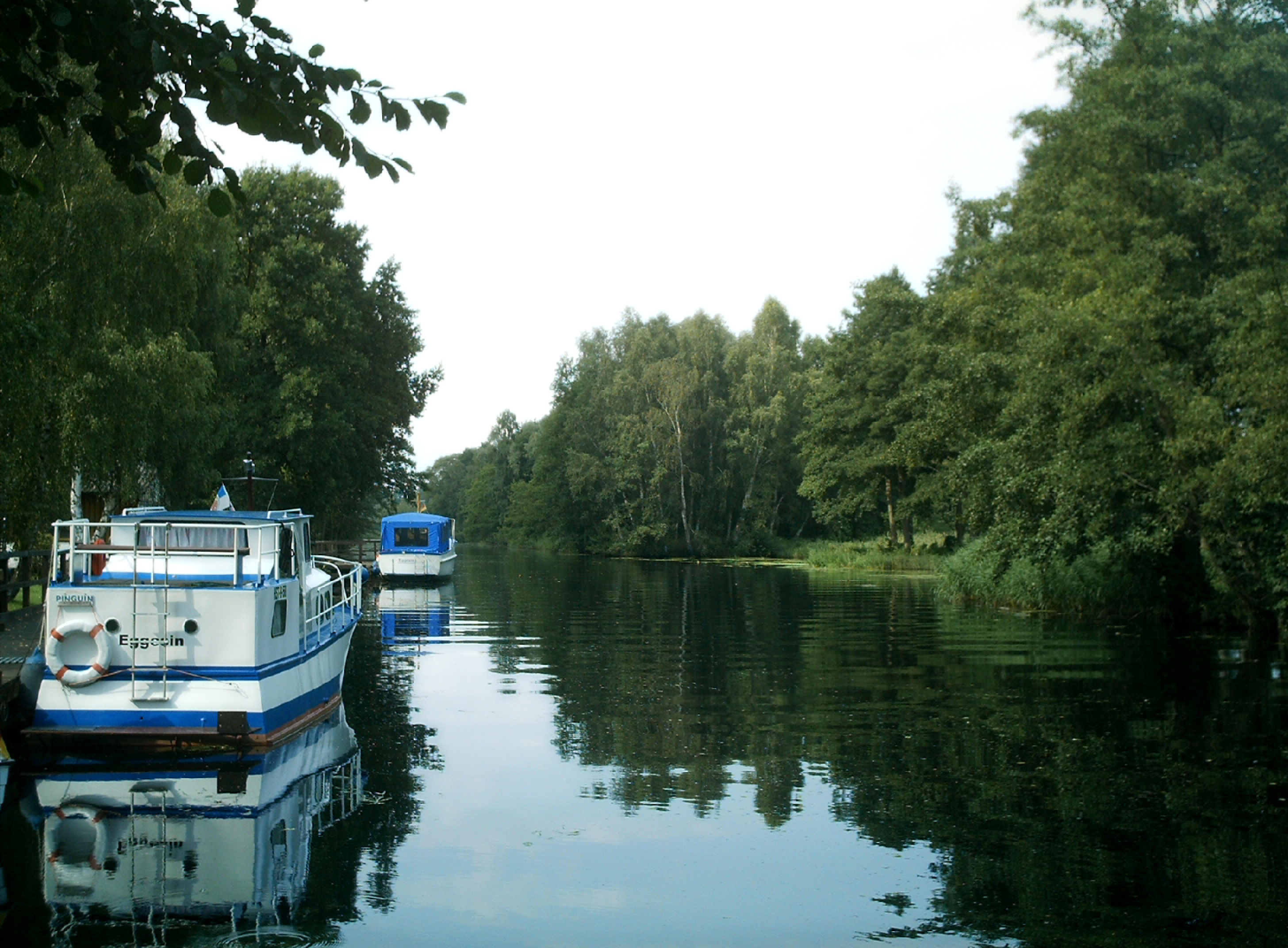

蘭多河（德語：Randow），是德國的河流，位於該國東北部，流經勃蘭登堡州和梅克倫堡-前波美拉尼亞州，發源自彭昆附近，河畔城鎮有埃格辛。